# آکرینگتون
latitudeآکرینگتونlongitudeآکرینگتون
آکرینگتون (به انگلیسی: Accrington) شهرکی در شهرستان لانکاشایر در کشور انگلستان است. این شهرک در سال ۲۰۰۱ میلادی ۳۵٬۲۰۳ نفر جمعیت داشته است.

## افراد مشهور
- جنت وینترسون
- مایک داکسبری
- دایانا ویکرز